# Phialanthus hispaniolae
Phialanthus hispaniolae là một loài thực vật có hoa trong họ Thiến thảo. Loài này được Alain & R.García miêu tả khoa học đầu tiên năm 1994.